# Brayon Blake
Brayon Jamar Blake (Seattle, 8 dicembre 1995) è un cestista statunitense.